# Шмидт, Софи
Софи́ Диа́на Шмидт (англ. Sophie Diana Schmidt; род. 28 июня 1988, Виннипег[…]) — канадская профессиональная футболистка, полузащитница американского клуба «Хьюстон Дэш». Играла за сборную Канады. Олимпийская чемпионка (2020). Бронзовый призёр Олимпийских игр (2012, 2016).

## Биография

### Студенческая карьера
Шмидт училась в Портлендском университете, где играла за студенческую команду «Портленд Пайлотс». Будучи студенткой второго курса, Шмидт закончила сезон 2007 года с 7 забитыми мячами и 7 голевыми передачами. По итогам сезона с 21 очками заняла 4-е место в списке бомбардиров по количеству очков.
Сезон 2009 года Шмидт завершила с 12 голами и 12 голевыми передачами, она была включена в Команду MVP по футболу Америки (All-America), Первую команду NSCAA, Первую команду All-American и Первую команду NSCAA по Западному региону. Шмидт входит в 10-ку бомбардиров «Пайлотс» с 33 забитыми мячами.

### Клубная карьера

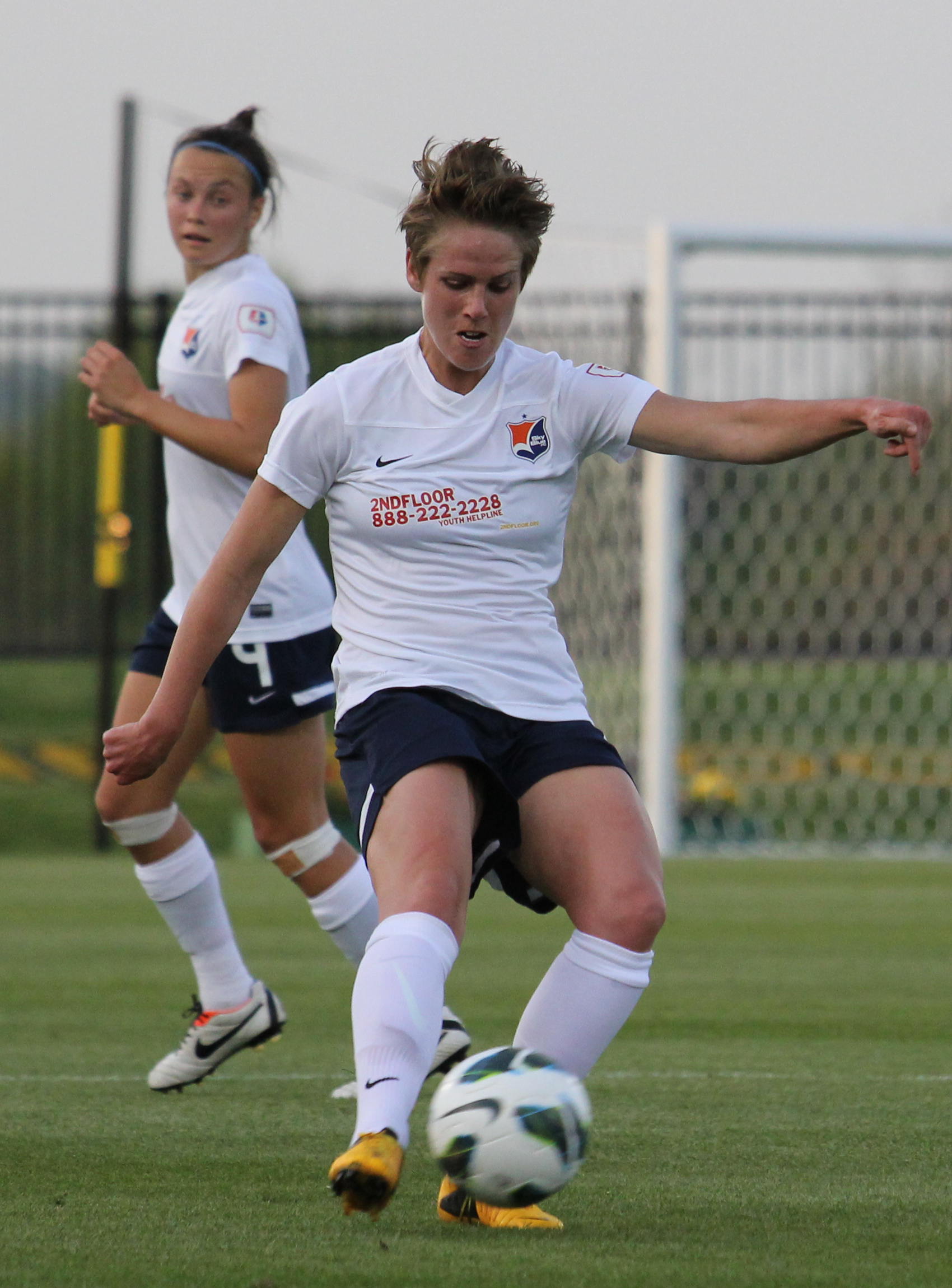
Софи Шмидт в игре за «Скай Блю». 2013 год

В течение одного сезона играла за «Ванкувер Уайткэпс», где её одноклубницами были Кристин Синклер и Тиффени Милбретт. В своём дебютном сезоне сыграла 8 матчей и оформила 3 голевые передачи. За всё время в «Уайткэпс» Шмидт сыграла 39 матчей и забила 6 голов. В 2011 году играла за «МэйджикДжек», где она стала одним из ключевых игроков и её роль была высоко оценена.
2 апреля 2012 года Шмидт подписала контракт сроком на один год с шведским клубом «Кристианстад». В Швеции она сыграл 6 матчей и не забила не одного мяча.
11 января 2013 года перешла в американский клуб «Скай Блю». За два сезона в составе «Скай Блю» она сыграла 42 матча и забила 8 голов. 31 июля 2015 года Шмидт подписала однолетний контракт с клубом женской немецкой Бундеслиги франкфуртским «Айнтрахтом». За «Айнтрахт» Шмидт играла в течение трёх сезонов, сыграла 52 матча и забила 6 голов.
12 марта 2019 года Шмидт подписала контракт с клубом NWSL «Хьюстон Дэш». 26 июля 2020 года в Кубке вызова в финальном матче против «Чикаго Ред Старз» она реализовала пенальти и помогла своей команде выиграть со счётом 2:0.

### Карьера в сборной
Софи Шмидт дебютировала за сборную Канады 16 апреля 2005 года в товарищеском матче со сборной Нидерландов; тот матч закончился со счётом 1:1. Шмидт была капитаном молодёжной женской сборной на чемпионате мира среди девушек (U-20) 2006 года.
Шмидт играла за сборную Канады на пяти чемпионатах мира (2007, 2011, 2015, 2019, 2023). Она входила в состав сборной на четырёх Олимпиадах (2008, 2012, 2016, 2020). В 2012 и 2016 годах она завоевала бронзовые медали, а на Играх 2020 года золотые медали.
5 декабря 2023 года Шмидт сыграла последний матч за сборную Канады — товарищеский матч со сборной Австралии завершился победой Канады со счётом 1:0. Она вышла на замену вместо Кристин Синклер, которая завершила профессиональную карьеру. Всего за сборную Канады сыграла 226 матчей и забила 20 голов.

### Личная жизнь
Софи Шмидт родилась в Виннипеге. Её родители родом из Парагвая и эмигрировали в Канаду. Её бабушка и дедушка родом из Германии.

## Достижения
Сборная Канады
- Олимпийский чемпион 2020 года
- Чемпион КОНКАКАФ 2010 года
- Чемпион Панамериканских игр 2011 года
- Двукратный бронзовый призёр Олимпийских игр (2012, 2016)